# Teinobasis ranee
Teinobasis ranee là một loài chuồn chuồn kim trong họ Coenagrionidae.
Teinobasis ranee được miêu tả khoa học năm 1941 bởi Needham & Gyger.